# Machimus dravidicus
Machimus dravidicus là một loài ruồi trong họ Asilidae. Machimus dravidicus được Joseph & Parui miêu tả năm 1986. Loài này phân bố ở miền Ấn Độ - Mã Lai.